# St. Ägidius (Marth)

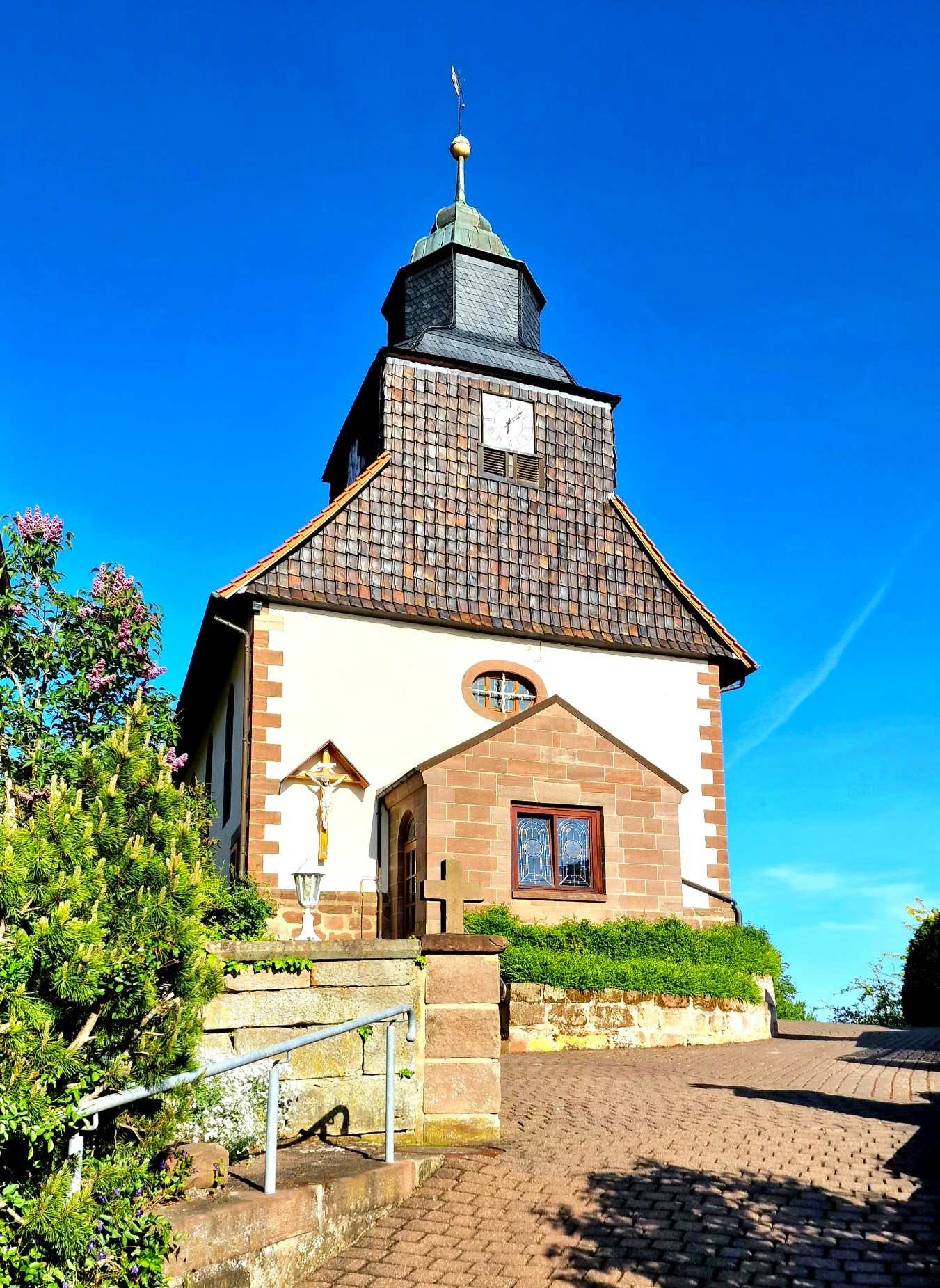
Vorderansicht

Die römisch-katholische Filialkirche St. Ägidius steht in Marth im thüringischen Landkreis Eichsfeld. Sie ist Filialkirche der Pfarrei St. Matthäus Arenshausen im Dekanat Heiligenstadt des Bistums Erfurt. Sie trägt das Patrozinium des heiligen Ägidius.

## Geschichte
Kirchenbücher berichten seit 1665 über ein Kirchengebäude im Ort. Das jetzige Gotteshaus wurde 1732 bei seiner Errichtung urkundlich ersterwähnt. Die Weihe nahm im Oktober der Weihbischof Christoph Ignatius von Gudenus aus Erfurt vor. Das Portal baute man 1811 an.

## Kirchenschiff

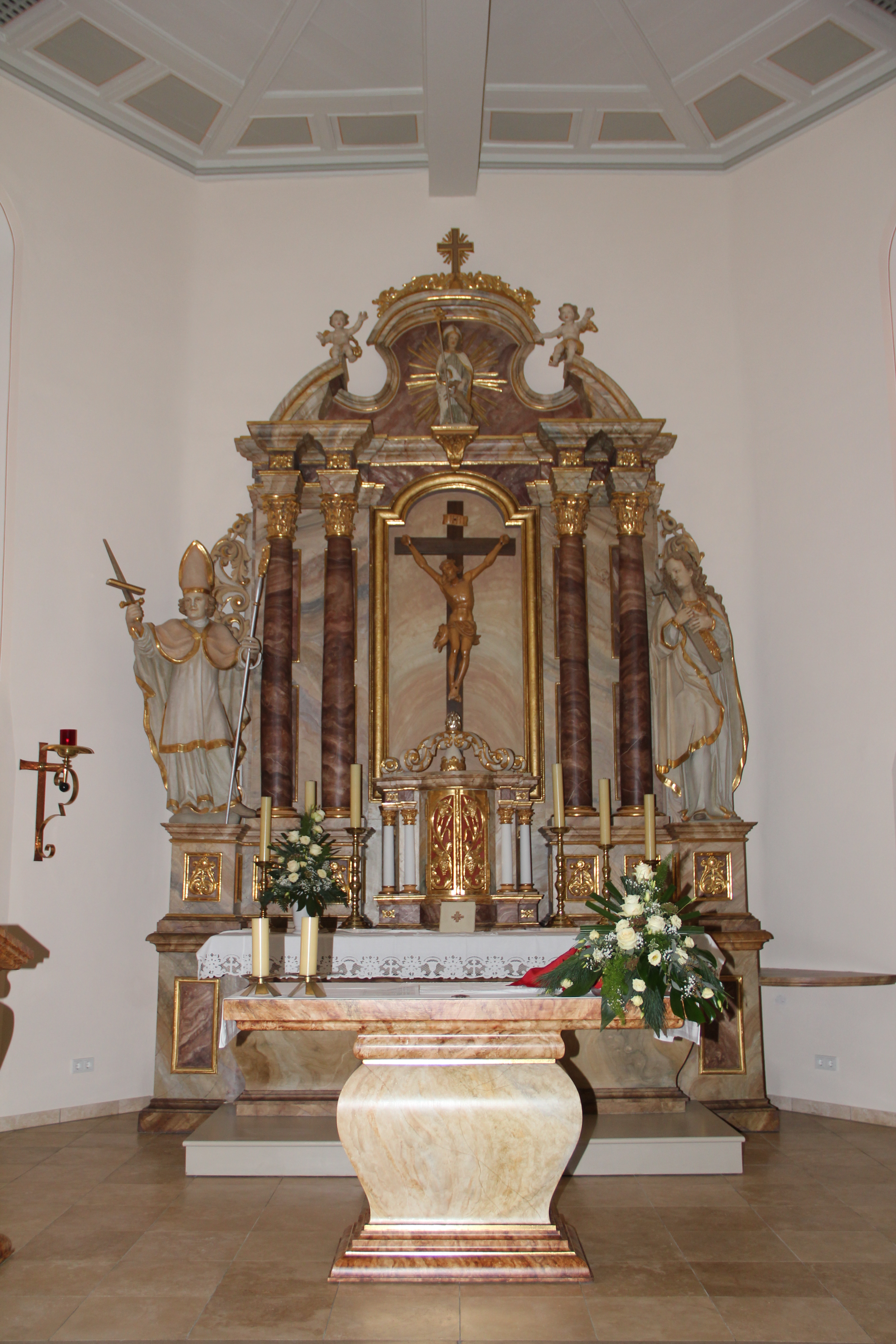
Chorraum der Kirche St. Ägidius in Marth

Der im dreiachsigen unverputzten Saalbau mit dreiseitigem Chor befindliche Hochaltar stammt aus dem 18. Jahrhundert. Die Fenster des Kirchenschiffes sind rundbogig. Das Kruzifix steht zwischen den auf 1500 datierten Figuren der Heiligen Bonifatius und Helena. Die Kanzel stammt aus der Mitte des 18. Jahrhunderts. Unter der flachen Decke ist eine umlaufende Empore mit Kassettenfeldern angebracht. Die Verglasung im Altarraum aus dem Jahr 1900 stellt die Heiligen Agnes und Aloysius bildlich dar. Den Kreuzweg malte Walter Krusesen. aus Kreuzebra.
Die 1910 bis 1911 geschaffene Orgel stammt von Louis Krell und Sohn aus Duderstadt.
Die 1925 in Brilon und 1952 sowie 1967 in Apolda gegossenen Glocken befinden sich im verschieferten Glockengeschoss unter geschlossener Laterne und Schweifhaube.